# Onthophagus drescheri
Onthophagus drescheri är en skalbaggsart som beskrevs av Renaud Maurice Adrien Paulian 1939. Onthophagus drescheri ingår i släktet Onthophagus och familjen bladhorningar. Inga underarter finns listade i Catalogue of Life.